# Gnomibidion occultum
Gnomibidion occultum là một loài bọ cánh cứng trong họ Cerambycidae.